# شفنين فراشي
شفنين فراشي (الاسم العلمي: Gymnura)، جنس أسماك من الشفنينيات وفصيلة الشفنينيات الفراشية. أنواعه عشرة توجد في المحيطات الدافئة في جميع أنحاء العالم، وأحيانًا في مصبات الأنهار.